# Шабалин, Виктор Иванович
Виктор Иванович Шабалин (13.02.1912 — 30.04.1979, Новосибирск) — советский учёный в области сварки и усталости металлов, доктор технических наук.

## Биография
Окончил Томский индустриальный институт им. С. М. Кирова по специальности инженер-механик-технолог (1936).
В 1936—1937 служил в РККА, командир танкового взвода.
В 1941—1943 гл. механик эксплуатационно-разведочной партии.
В 1943—1946 военпред на Горьковском автозаводе. В 1946—1948 начальник сектора в институте Гипроуглемаш.
В 1948—1979 работал в СибНИА (Сибирский научный институт авиации): ведущий инженер (1948—1951), старший научный сотрудник (1951—1957), начальник сектора (1957—1979).
Доктор технических наук (1971), тема диссертации «Исследование усталости металлов при напряжениях выше предела текучести».
Основал в СибНИА научное направление по усталости металлов, узлов и соединений,
применяемых в авиационной технике.
Впервые в мире экспериментально доказал наличие разрыва на кривой усталости металлов.

## Публикации
- Исследование усталостной прочности сварных соединений дуралюмина при повторном растяжении [Текст] / В. И. Шабалин. Освоение электродуговой сварки дуралюмина / Гос. ком. Совета Министров СССР по авиац. технике. — [Б. м.] : [б. и.], 1958. — 17 с., 1 л. ил.
- Шабалин В. И. // Доклады АН СССР. 1958. Т. 122. с.600-604.
- Шабалин B.И. Экспериментальное исследование формы кривой усталости // Прочность металлов при циклических нагрузках / Под ред. В. С. Ивановой. — М.: Наука, 1967. — С. 162—169.

## Награды
Награждён орденом Трудового Красного Знамени, медалями.